# Erotika

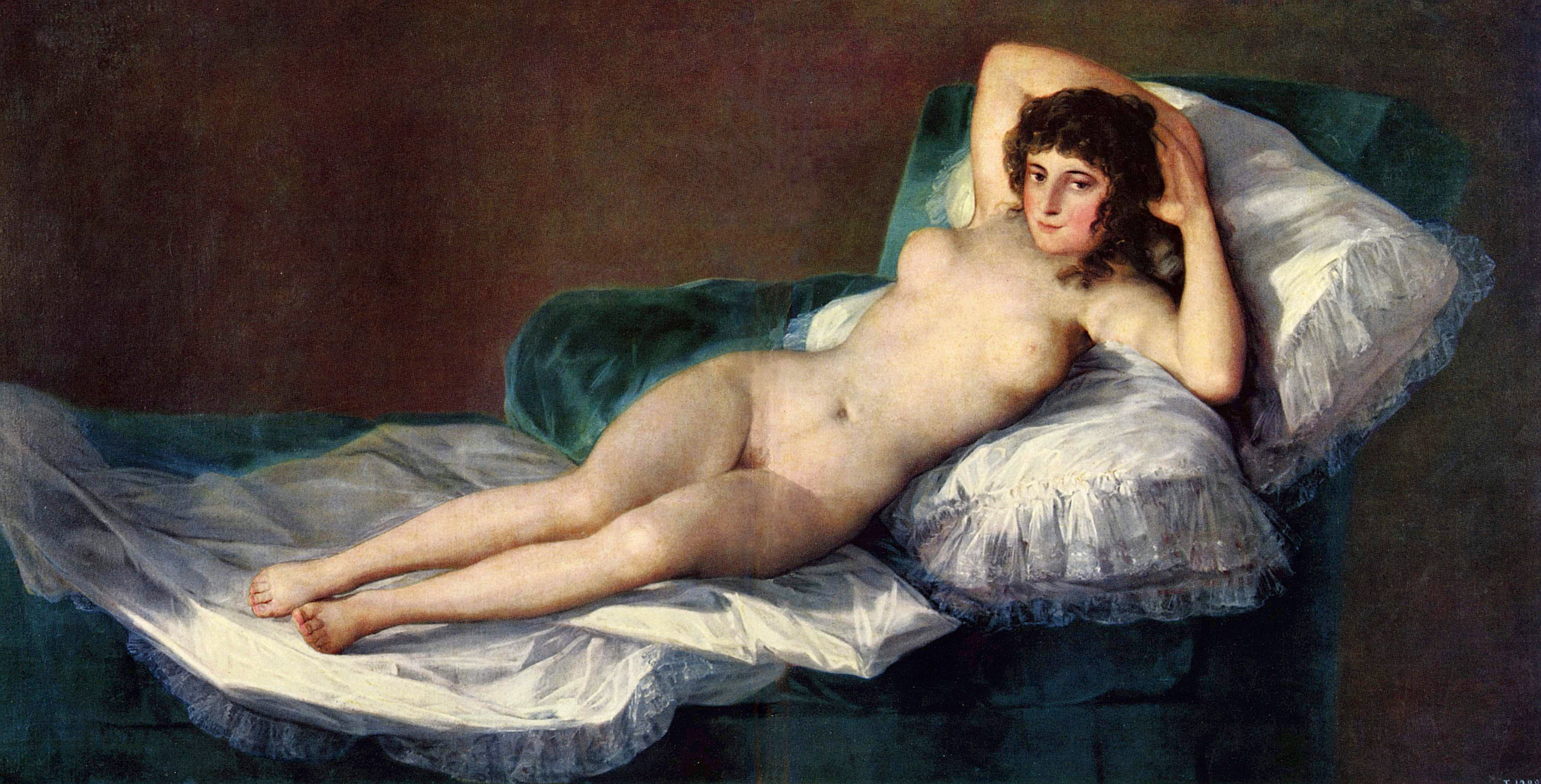
Nahá Maja (1800–1803) od Francisca de Goya

Erotika (z řečtiny ερως (i ερος) – erós – láska, touha) neboli smyslnost, někdy též erotismus, je v základním významu označení pro projevy erótu, tedy erotické lásky. Erotika jsou projevy citu (vášeň, touha, něha, splín) související se sbližováním a přitažlivostí mezi osobami/bytostmi. Erotika se projevuje ve všech druzích umění – vizuálním (výtvarném, fotografickém, sochařském), hudebním, literárním (poezie, próza), pohybovém (divadlo, tanec, film). Erotika je též předmětem odborného zkoumání, kterým se zabývá erotologie. Blízkými (nadřazenými) pojmy je tělesnost, živočišnost, zemitost. Erotická (pohlavní) láska je jedním z druhů lásky (eros).
Erotické umění (zkráceně někdy nazývané pouze erotika) je druh umění, jehož obsahem jsou buď citové vztahy, nebo eroticky vzrušivé podněty. Někdy bývá erotické umění vymezováno jako protiklad pornografie explicitně zobrazující sexuální aktivity. Existují erotické obrazy, erotická literatura, erotické filmy, sochy a různé další umělecké projevy erotiky.